# Valeria Koblova
Valeria Koblova (născută Jobolova; n. 9 octombrie 1992, Egorevsk, Moscova, Rusia) este o luptătoare ce a reprezentat Rusia, medaliată olimpică. A participat la 3 ediții ale Jocurilor Olimpice (2012, 2016, 2020) în care a câștigat o medalie de argint.